# Araneus sulfurinus
Araneus sulfurinus är en spindelart som först beskrevs av Pietro Pavesi 1883.  Araneus sulfurinus ingår i släktet Araneus och familjen hjulspindlar. Inga underarter finns listade i Catalogue of Life.